# Nobeoka
Nobeoka (japanska: 延岡市?, Nobeoka-shi) är en stad i Miyazaki prefektur på ön Kyūshū i södra Japan. Nobeoka fick stadsrättigheter den 11 februari 1933. Staden utökades den 20 februari 2006 med kommunerna Kitakata och Kitaura, och utökades ytterligare den 31 mars 2007 då kommunen Kitagawa slogs samman med Nobeoka.